# 이치이 신페이
이치이 신페이(일본어: 櫟 信平, 1925년 6월 22일 ~ 2008년 6월 10일)는 일본의 전 프로 야구 선수이자 야구 지도자이다. 교토부 교토시 출신이며 현역 시절 포지션은 내야수였다.

## 인물
도시샤 대학에 실력으로 합격하여 1위를 다툴 정도의 수재였다. 간사이 6대학 리그에서는 3년 연속으로 수위 타자를 획득하여 간판 선수로 성장하고 있었는데 이치이의 활약상을 지켜본 오사카 타이거스가 영입을 목표로 하고 있었지만 1949년에 이미 계약을 맺었던 도큐 플라이어스에 입단했다. 같은 해 4월 6일 다이에이 스타스전(고라쿠엔 구장)에서 6번 타자 겸 1루수로 첫 출전을 이뤘고 같은 달 9일의 주니치 드래건스전(고라쿠엔 구장)에서 상대 투수 스기시타 시게루로부터 첫 안타·첫 홈런·첫 타점을 동시에 기록했다. 13일 오사카전(니시노미야)에서는 타구가 펜스 꼭대기에 맞고 필드에 되돌아온 것을 심판단이 확인한 후에 홈런으로 인정했지만 연맹 제소 결과, 규칙 해석의 착오로 간주하여 무효 경기가 됐기 때문에 후일 취소됐다.

## 상세 정보

### 출신 학교
- 구제 교토 시립 제3상업학교
- 구제 도시샤 고등상업학교
- 도시샤 대학

### 선수 경력
- 도큐 플라이어스(1949년)
- 오사카 타이거스(1950년 ~ 1953년)

### 등번호
- 5(1949년)
- 16(1950년 ~ 1953년)
- 65(1960년 ~ 1963년)
- 72(1974년)

### 연도별 타격 성적
| 연 도      | 소 속      | 경 기 | 타 석 | 타 수 | 득 점 | 안 타 | 2 루 타 | 3 루 타 | 홈 런 | 루 타 | 타 점 | 도 루 | 도 루 자 | 희 생 번 | 희 생 플 | 볼 넷 | 고 4 | 사 구 | 삼 진 | 병 살 타 | 타 율 | 출 루 율 | 장 타 율 | O P S |
| ---------- | ---------- | ----- | ----- | ----- | ----- | ----- | ------- | ------- | ----- | ----- | ----- | ----- | -------- | -------- | -------- | ----- | ---- | ----- | ----- | -------- | ----- | -------- | -------- | ----- |
| 1949년     | 도큐       | 99    | 298   | 259   | 23    | 62    | 13      | 2       | 8     | 103   | 42    | 3     | 2        | 0        | --       | 39    | --   | 0     | 44    | --       | .239  | .339     | .398     | .737  |
| 1950년     | 오사카     | 109   | 320   | 282   | 36    | 70    | 8       | 4       | 11    | 119   | 48    | 5     | 0        | 2        | --       | 34    | --   | 2     | 45    | 2        | .248  | .333     | .422     | .755  |
| 1951년     | 오사카     | 105   | 345   | 309   | 38    | 74    | 11      | 2       | 6     | 107   | 35    | 2     | 0        | 2        | --       | 32    | --   | 2     | 24    | 1        | .239  | .315     | .346     | .661  |
| 통산 : 3년 | 통산 : 3년 | 313   | 963   | 850   | 97    | 206   | 32      | 8       | 25    | 329   | 125   | 10    | 2        | 4        | --       | 105   | --   | 4     | 113   | 3        | .242  | .328     | .387     | .716  |